# One Dag Hammarskjöld Plaza
One Dag Hammarskjöld Plaza (auch kurz: One Dag) ist ein Wolkenkratzer in Manhattan in New York City, USA. In dem Büroturm haben vier Generalkonsulate ihren Sitz, des Weiteren haben hier eine Reihe von Staaten Büros für ihre Ständige Vertretung bei den Vereinten Nationen.

## Beschreibung
Der Wolkenkratzer wurde nach dem schwedischen Staatssekretär Dag Hammarskjöld benannt, der von 1953 bis 1961 zweiter Generalsekretär der Vereinten Nationen war. Der Turm befindet sich im Stadtteil Turtle Bay in Midtown Manhattan auf der East Side von Manhattan in der Second Avenue zwischen der 47th und 48th Street. Das UNO-Hauptquartier und der East River sind nur wenige Hundert Meter entfernt. Gegenüber in der 47th Street liegt der Park „Dag Hammarskjöld Plaza“ mit dem Katharine Hepburn Garden.
Der Büroturm hat eine Höhe von 191,4 m (628 Fuß) und besitzt 50 Stockwerke. In den Jahren 2014/15 wurde die Lobby umfassend renoviert. In der 26. Etage befindet sich einer der Sitze der UN-Organisation Ständiger interinstitutioneller Ausschuss (IASC). In der 30. Etage besitzt die Internationale Arbeitsorganisation ILO (International Labour Organization) der Vereinten Nationen eines ihrer Büros. Im Gebäude war des Weiteren unter anderem der Verlag Dell Publishing, das 1976 vom Verlagshaus Doubleday übernommen wurde, ansässig.
One Dag Hammarskjöld Plaza wurde 1972 erbaut und gehört zurzeit der Rockpoint Group, die das Gebäude im Januar 2019 für 600 Millionen US-Dollar von den Ruben Companies erworben hat.

## Generalkonsulate und Ständige Vertretungen

### Generalkonsulate
- Belgien (41. Etage)[5]
- Norwegen (35. Etage)[6]
- Schweden (40. Etage)[7]
- Vereinigtes Königreich[8]

### Ständige Vertretungen
Folgende Staaten haben im One Dag Hammarskjöld Plaza Büros für ihre Ständige Vertretung bei den Vereinten Nationen angemietet:
- Belgien (41. Etage)
- Chile (40. Etage)
- Frankreich (44. Etage)
- Irland (21. Etage)
- Italien (49. Etage)
- Kanada (14. Etage)
- Norwegen (35. Etage)
- Schweden (46. Etage)
- Spanien (36. Etage)
- Tschechien (48. Etage)
- Türkei (45. Etage)
- Vereinigtes Königreich